# New York Dragons
New York Dragons – zespół występujący w lidze AFL (Arena Football League), złożony z zawodników ze Stanów Zjednoczonych. Klub powstał w 1995 r. Jego areną jest Nassau Veterans Memorial Coliseum w Uniondale stan NY, ta sama co New York Islanders z National Hockey League.

## Informacje
- Rok założenia: 1995
- Trener: Weylan Harding
- Manager: Bryan Connor
- Arena: Nassau Veterans Memorial Coliseum 1255 Hempstead Turnpike, Uniondale, NY (16 297 miejsc)
- Barwy klubowe: czarno-czerwone

## Historia
Klub założono w 1995 roku pod nazwą Iowa Barnstormers i od razu przystąpił do rozgrywek sezonowych w ArenaBowl. W 2000 roku zmieniono nazwę na Naw York Dragons i przystąpiono do rozgrywek AFL. Drużyna ma na koncie ośmiokrotne mistrzostwo Dywizji i dwukrotne Konfederacji.

## Osiągnięcia
- Mistrzostwo Dewizji: 1996, 1997, 1999, 2000, 2003, 2004, 2005
- Mistrzostwo Konfederacji: 1996, 1997
- Wygrane ArenaBowl: -

## Skład
stan z 4 lipca 2007 roku

### Aktywni gracze
| AKTYWNI GRACZE | AKTYWNI GRACZE    | AKTYWNI GRACZE | AKTYWNI GRACZE | AKTYWNI GRACZE | AKTYWNI GRACZE       |
| -------------- | ----------------- | -------------- | -------------- | -------------- | -------------------- |
| Numer          | Imię i nazwisko   | Pozycja        | Wzrost         | Waga           | College              |
| 1              | Mike Horacek      | WR/LB          | 187 cm         | 90 Kg          | Iowa State           |
| 2              | Ifeanyi Ohalete   | DB             | 187 cm         | 99 Kg          | Southern California  |
| 3              | Kevin Swayne      | OS             | 187 cm         | 83 Kg          | Wayne State          |
| 5              | Ja'Mar Toobs      | FB             | 184,5 cm       | 115 Kg         | Texas A&M            |
| 6              | Rohan Davey       | QB             | 187 cm         | 111 Kg         | LSU                  |
| 7              | Billy Parker      | DS             | 182 cm         | 88 Kg          | William & Mary       |
| 9              | Asad Abdul-Khaliq | QB             | 184,5 cm       | 99 Kg          | Minnesota            |
| 11             | Carter Warley     | K              | 182 cm         | 86 Kg          | Virginia Tech        |
| 15             | Jason Willis      | WR             | 184,5 cm       | 90 Kg          | Oregon               |
| 21             | DaShane Dennis    | DB             | 177 cm         | 79 Kg          | Delaware St          |
| 26             | Will Holder       | WR/DB          | 182 cm         | 87 Kg          | Mommouth             |
| 34             | Daniel Garay      | FB/LB          | 187 cm         | 115 Kg         | Hofstra              |
| 42             | Jeremiah Pharms   | FB/LB          | 187 cm         | 113 Kg         | Washington           |
| 49             | Ricky Hall        | OL/DL          | 189,5 cm       | 131 Kg         | Marshall             |
| 55             | Cletidus Hunt     | DL             | 192 cm         | 140 Kg         | Kentucky St.         |
| 57             | Alonzo Ephraim    | OL             | 192 cm         | 141 Kg         | Alabama              |
| 60             | John Nix          | DT             | 184,5 cm       | 140 Kg         | Southern Mississippi |
| 65             | Joe Laudano       | OL/DL          | 187 cm         | 131 Kg         | Temple               |
| 76             | Greg Randall      | OL             | 197 cm         | 151 Kg         | Michigan state       |
| 95             | Kevin Carberry    | DL             | 192 cm         | 124 Kg         | Ohio                 |
| 99             | Paul Whiteiguez   | OL/DL          | 192 cm         | 131 Kg         | Hampto               |

### Gracze zwolnieni
| AKTYWNI ZWOLNIENI | AKTYWNI ZWOLNIENI | AKTYWNI ZWOLNIENI | AKTYWNI ZWOLNIENI | AKTYWNI ZWOLNIENI | AKTYWNI ZWOLNIENI |
| ----------------- | ----------------- | ----------------- | ----------------- | ----------------- | ----------------- |
| Numer             | Imię i nazwisko   | Pozycja           | Wzrost            | Waga              | College           |
| 0                 | Tyler King        |                   | 194,5 cm          | 122 Kg            | Connecticut       |
| 4                 | Mike Furrey       | OS                | 182 cm            | 83 Kg             | N. Iowa           |
| 11                | David Jones       | FB                | 189,5 cm          | 115 Kg            | LSU               |
| 11                | Kevin Kaesviharn  | DS                | 184,5 cm          | 81 Kg             | Augustana         |
| 13                | Kurt Warner       | QB                | 187 cm            | 95 Kg             | Northern Iowa     |

### Gracze Kontuzjowani
| GRACZE KONTUZJOWANI | GRACZE KONTUZJOWANI | GRACZE KONTUZJOWANI | GRACZE KONTUZJOWANI | GRACZE KONTUZJOWANI | GRACZE KONTUZJOWANI |
| ------------------- | ------------------- | ------------------- | ------------------- | ------------------- | ------------------- |
| Numer               | Imię i nazwisko     | Pozycja             | Wzrost              | Waga                | College             |
| 8                   | Aaron Garcia        | QB                  | 184,5 cm            | 88 Kg               | Sacramento State    |
| 10                  | Keron Henry         | WR                  | 184,5 cm            | 98 Kg               | U Conn              |
| 51                  | Ivory McCoy         | FB/LB               | 192 cm              | 115 Kg              | Michigan State      |
| 86                  | Chris Anthony       | WR/LB               | 189,5 cm            | 90 Kg               | Iowa State          |
| 94                  | Vontrell Jamison    | DL                  | 197 cm              | 133 Kg              | Clemson             |
| 97                  | Adam Roberts        | DL                  | 189,5 cm            | 116 Kg              | Cincinnati          |

### Gracze Praktykijący
| GRACZE PRAKTYKUJĄCY | GRACZE PRAKTYKUJĄCY | GRACZE PRAKTYKUJĄCY | GRACZE PRAKTYKUJĄCY | GRACZE PRAKTYKUJĄCY | GRACZE PRAKTYKUJĄCY |
| ------------------- | ------------------- | ------------------- | ------------------- | ------------------- | ------------------- |
| Numer               | Imię i nazwisko     | Pozycja             | Wzrost              | Waga                | College             |
| 4                   | John Chestnut       | WR/DB               | 184,5 cm            | 83 Kg               | Cheney              |
| 44                  | Bruce Blue          | FB/LB               | 187 cm              | 122 Kg              | Western Mexico St.  |